# Roman Nikolajewitsch Schirokow
Roman Nikolajewitsch Schirokow (russisch Роман Николаевич Широков; * 6. Juli 1981 in Dedowsk, Russische SFSR, UdSSR) ist ein ehemaliger russischer Fußballspieler.

## Karriere
Schirokow durchlief zunächst die U-19 sowie die 2. Mannschaft von ZSKA Moskau, bis er 2001 von FK Moskau verpflichtet wurde. 2002 wechselte er zu FK Istra. Im Jahr 2004 wechselte er zweimal den Verein, er verließ FK Istra, danach war er kurzzeitig bei FK Vidnoe aktiv und schließlich kehrte er im gleichen Jahr noch zu FK Istra zurück. Dort blieb er ein Jahr, bevor er 2005 zu Saturn Ramenskoe wechselte. Wiederum nach einem Jahr wechselte er zu Rubin Kasan. In seiner Zeit bei diesem Verein wurde er an seinen alten Verein FK Istra verliehen. 2007 verließ Schirokow Rubin Kasan wieder und wurde von FK Chimki unter Vertrag genommen. Im Jahr 2008 verpflichtete Zenit St. Petersburg den Russen. In der UEFA-Pokal-Saison 2007/2008 konnte Schirokow mit seinem Verein die Trophäe im Finale gegen die Glasgow Rangers mit 2:0 gewinnen. Nachdem er einen Streit mit dem Management von Zenit St. Petersburg gehabt haben soll, wurde er für die Rückrunde an FK Krasnodar ausgeliehen. Am 18. Juli 2014 wurde bekanntgegeben, dass Schirokow den Verein nach 6 Jahren in Richtung Spartak Moskau verlassen werde.

### Nationalmannschaft
Bei der Fußball-Europameisterschaft 2016 in Frankreich wurde er in das russische Aufgebot aufgenommen. Im ersten Spiel des Turniers gegen England kam er ebenso in der Schlussviertelstunde zum Einsatz wie danach gegen die Slowakei. Die letzte Partie gegen Wales bestritt er von Beginn an. Danach schied das Team aus dem Turnier aus.

## Titel und Erfolge
- Russischer Meister (3): 2010, 2012, 2016
- Russischer Pokalsieger (1): 2010
- Russischer Supercup (2): 2008, 2011
- UEFA-Pokal (1): 2008
- UEFA Super Cup (1): 2008
- Fußballer des Jahres in Russland: 2012 & 2013 (Futbol)